# Maiyara
Maiyara este o comună rurală din departamentul Dakoro, regiunea Maradi, Niger, cu o populație de 40.196 de locuitori (2001).